# Arquitectura GCN
L'arquitectura Graphics Core Next (GCN) és una arquitectura de AMD per les GPU presentada el 2012. En substitució a l'anterior arquitectura TeraScale.
GCN utilitza tecnologia de 28 nm fabricada per l'empresa TSMC. Aquesta arquitectura es troba implantada en les GPU de les famílies HD 7000, HD 8000 i Rx 200. D'altra banda, aquesta tecnologia també es troba en la PlayStation 4 de Sony i la Xbox One de Microsoft.
GCN utilitza una arquitectura RISC SIMD, en canvi, TeraScale utilitzava una arquitectura VLIW SIMD que ha estat substituïda.
Totes les GPU implementades amb l'arquitectura GCN són compatibles amb l'API d'AMD Mantle. Aquesta API permet millorar el rendiment de les GPU, especialment en aplicacions gràfiques, quan la CPU està funcionant a màxim rendiment i no pot proporcionar a la GPU tota la informació necessària.
L'arquitectura GCN ha millorat significativament el rendiment de les GPUs d'AMD en el camp de la supercomputació, ja que l'anterior arquitectura proporcionava un rendiment molt imprevisible. En canvi, aquesta nova arquitectura va permetre que al novembre del 2014 el supercomputador L-CSC construït amb 600 GPUs d'AMD, concretament amb el model FIREPRO S9150 arribes a la primera posició del Green500 podent calcular 5.271,81 MFLOPS/w i amb un consum total de 57,15 kW.
Aquesta nova arquitectura s'utilitza en una àmplia família de productes, que van des dels sistemes que tenen CPU i GPU en el mateix xip fins a supercomputadors. Això representa un espectre de rendiment i potència d'aproximadament 100x. Les GPU de gamma alta solen tenir un subsistema de memòria amb una amplada de banda de grans dimensions dedicat i pot ser operat amb la tecnologia Crossfire d'AMD, on es treballa amb múltiples GPU, per a un rendiment màxim. En l'altre extrem hi trobem els xips que integren cpu i gpu, que es poden arribar a utilitzar en tauletes, en els quals CPU i GPU comparteixen controlador de memòria entre altres components. Per fer front a la gran diversitat de sistemes en les que s'utilitza el sistema GCN en el seu disseny es va tenir en compte la flexibilitat i l'escalabilitat.

## Compute Unit
El nucli de tota l'arquitectura GCN és el Compute Unit (CU). Aquests CU són el bloc de càlcul bàsic d'aquesta arquitectura. Implementen un conjunt d'instruccions completament noves que és més senzill per als compiladors i als desenvolupadors. També ofereix un disseny i més consistent que en els dissenys anteriors.
Cada CU inclou 4 unitats SIMD separades. Cadascuna d'aquestes unitats SIMD executa simultàniament una operació a través dels 16 elements de treball, però cada un pot està treballant en un wavefront diferent. Per eficiència, els SIMDs de cada Compute Unit tenen una combinació de recursos privats i compartits.
Una innovació molt important en l'arquitectura GCN és l'emmagatzematge en memòria cache coherent. Anteriorment, les GPU utilitzaven memòries cache especialitzades que no mantenien la coherència de la memòria. GCN està dissenyada per a càrregues de treball d'ús general, on els algoritmes que es comuniquen entre nuclis comuns.

## Mantle
El gener del 2014 AMD va presentar Mantle. Mantle és una API de renderitzat gràfic, tal com ho són OpenGL i Direct3D. La gran diferència de Mantle és que es tracta d'una API de baix nivell i permet augmenta de manera significativa el rendiment de les aplicacions. Segons AMD Mantle és capaç d'executar nou vegades més crides al sistema que OpenGL o Direct3D en el mateix interval de temps. Gràcies a aquesta API es pot reduir el coll d'ampolla que es produeix entre la CPU i la GPU. El 2014 Mantle només es trobava disponible en les targetes gràfiques de AMD que utilitzaven l'arquitectura GCN, tot i que, AMD va alliberar el codi perquè tots els fabricants de GPUs poguessin utilitzar aquesta API gràfica.